# تفنگ‌مرغ ویکتوریا
تفنگ‌مرغ ویکتوریا (نام علمی: Ptiloris victoriae) نام یک گونه از سرده تفنگ‌مرغ‌ها است.